# Amauropelta
Amauropelta, veliki rod papratnjača iz porodice Thelypteridaceae, dio reda osladolike. Rasprostranjen je po neotropima, nešto na Pacifiku, tropskoj Africi i Indijskom oceanu. Na popisu je 236 vrsta

## Vrste
1. Amauropelta achalensis (Hieron.) Salino & T. E. Almeida
2. Amauropelta aculeata (A. R. Sm.) Salino & T. E. Almeida
3. Amauropelta aliena (C. Chr.) O. Alvarez
4. Amauropelta altitudinis (Ponce) Salino & T. E. Almeida
5. Amauropelta amambayensis (Ponce) Salino & T. E. Almeida
6. Amauropelta amphioxypteris (Sodiro) Salino & T. E. Almeida
7. Amauropelta andicola (A. R. Sm.) Salino & T. E. Almeida
8. Amauropelta angustifrons (Miq.) Y. H. Chang
9. Amauropelta antillana (Proctor) O. Alvarez
10. Amauropelta appressa (A. R. Sm.) Salino & T. E. Almeida
11. Amauropelta araucariensis (Ponce) Salino & T. E. Almeida
12. Amauropelta arborea (Brause) A. R. Sm.
13. Amauropelta arenosa (A. R. Sm.) A. R. Sm.
14. Amauropelta argentina (Hieron.) Salino & T. E. Almeida
15. Amauropelta arrecta (A. R. Sm.) Salino & T. E. Almeida
16. Amauropelta aspidioides (Willd.) Pic. Serm.
17. Amauropelta atrorubens (Mett. ex Kuhn) Salino & T. E. Almeida
18. Amauropelta atrovirens (C. Chr.) Salino & T. E. Almeida
19. Amauropelta aymarae (A. R. Sm. & M. Kessler) Salino & T. E. Almeida
20. Amauropelta balbisii (Spreng.) O. Alvarez
21. Amauropelta barvae (A. R. Sm.) Salino & T. E. Almeida
22. Amauropelta basisceletica (C. Sánchez, Caluff & O. Alvarez) O. Alvarez
23. Amauropelta beddomei (Baker) Y. H. Chang
24. Amauropelta bergiana (Schltdl.) Holttum
25. Amauropelta binervata (A. R. Sm.) A. R. Sm.
26. Amauropelta boliviana A. R. Sm.
27. Amauropelta bonapartii (Rosenst.) Salino & T. E. Almeida
28. Amauropelta brachypoda (Baker) A. R. Sm.
29. Amauropelta brachypus (Sodiro) Salino & T. E. Almeida
30. Amauropelta brausei (Hieron.) A. R. Sm.
31. Amauropelta burkartii (Abbiatti) Salino & T. E. Almeida
32. Amauropelta campii (A. R. Sm.) Salino & T. E. Almeida
33. Amauropelta canadasii (Sodiro) Salino & T. E. Almeida
34. Amauropelta caucaensis (Hieron.) A. R. Sm.
35. Amauropelta chaparensis (A. R. Sm. & M. Kessler) Salino & T. E. Almeida
36. Amauropelta cheilanthoides (Kunze) Á. Löve & D. Löve
37. Amauropelta chiriquiana (A. R. Sm.) Salino & T. E. Almeida
38. Amauropelta christensenii (Christ) Salino & T. E. Almeida
39. Amauropelta cinerea (Sodiro) A. R. Sm.
40. Amauropelta cochaensis (C. Chr.) Salino & T. E. Almeida
41. Amauropelta cocos (A. R. Sm. & Lellinger) Salino & T. E. Almeida
42. Amauropelta comptula (A. R. Sm.) Salino & T. E. Almeida
43. Amauropelta concinna (Willd.) Pic. Serm.
44. Amauropelta conformis (Sodiro) Salino & T. E. Almeida
45. Amauropelta consanguinea (Fée) O. Alvarez
46. Amauropelta cooleyi (Proctor) O. Alvarez
47. Amauropelta corazonensis (Baker) Salino & T. E. Almeida
48. Amauropelta cornuta (Maxon) Salino & T. E. Almeida
49. Amauropelta correllii (A. R. Sm.) Salino & T. E. Almeida
50. Amauropelta crassiuscula (C. Chr. & Maxon) Salino & T. E. Almeida
51. Amauropelta ctenitoides (A. R. Sm.) Salino & T. E. Almeida
52. Amauropelta cystopteroides (D. C. Eaton) S. E. Fawc. & A. R. Sm.
53. Amauropelta decrescens (Proctor) O. Alvarez
54. Amauropelta decurtata (Link) Salino & T. E. Almeida
55. Amauropelta deflectens (C. Chr.) Salino & T. E. Almeida
56. Amauropelta deflexa (C. Presl) Á. Löve & D. Löve
57. Amauropelta delasotae (A. R. Sm. & Lellinger) Salino & T. E. Almeida
58. Amauropelta demerarana (Baker) Boudrie & Cremers
59. Amauropelta deminuta O. Alvarez
60. Amauropelta demissa (A. R. Sm.) Salino & T. E. Almeida
61. Amauropelta denudata (C. Sánchez & Caluff) Salino & T. E. Almeida
62. Amauropelta dodsonii (A. R. Sm.) Salino & T. E. Almeida
63. Amauropelta dudleyi (A. R. Sm.) Salino & T. E. Almeida
64. Amauropelta elegantula (Sodiro) Salino & T. E. Almeida
65. Amauropelta enigmatica (A. R. Sm.) Salino & T. E. Almeida
66. Amauropelta eriosorus (Fée) Salino & T. E. Almeida
67. Amauropelta euchlora (Sodiro) A. R. Sm.
68. Amauropelta euthythrix (A. R. Sm.) Salino & T. E. Almeida
69. Amauropelta exuta (A. R. Sm.) Salino & T. E. Almeida
70. Amauropelta fasciola (A. R. Sm. & M. Kessler) Salino & T. E. Almeida
71. Amauropelta fayorum (A. R. Sm. & M. Kessler) Salino & T. E. Almeida
72. Amauropelta firma (Baker ex Jenman) O. Alvarez
73. Amauropelta flabellata O. Alvarez
74. Amauropelta fluminalis (A. R. Sm.) Salino & T. E. Almeida
75. Amauropelta frigida (Christ) O. Alvarez
76. Amauropelta funckii (Mett.) O. Alvarez
77. Amauropelta furfuracea (A. R. Sm.) Salino & T. E. Almeida
78. Amauropelta furva (Maxon) Salino & T. E. Almeida
79. Amauropelta germaniana (Fée) O. Alvarez
80. Amauropelta glabrescens A. R. Sm.
81. Amauropelta glanduligera (Kunze) Y. H. Chang
82. Amauropelta glandulosolanosa (C. Chr.) Salino & T. E. Almeida
83. Amauropelta globulifera (Brack.) Holttum
84. Amauropelta glutinosa (C. Chr.) O. Alvarez
85. Amauropelta gomeziana (A. R. Sm. & Lellinger) Salino & T. E. Almeida
86. Amauropelta gracilenta (Jenman) O. Alvarez
87. Amauropelta gracilis (Heward) O. Alvarez
88. Amauropelta grammitoides (Christ) S. E. Fawc. & A. R. Sm.
89. Amauropelta grantii (Copel.) Holttum
90. Amauropelta grayumii (A. R. Sm.) Salino & T. E. Almeida
91. Amauropelta hakgalensis Holttum
92. Amauropelta harrisii (Proctor) Salino & T. E. Almeida
93. Amauropelta hastiloba (C. Chr.) O. Alvarez
94. Amauropelta heineri (C. Chr.) Salino & T. E. Almeida
95. Amauropelta heteroclita (Desv.) Pic. Serm.
96. Amauropelta heteroptera (Desv.) Holttum
97. Amauropelta hutchisonii (A. R. Sm.) Salino & T. E. Almeida
98. Amauropelta hydrophila (Fée) O. Alvarez
99. Amauropelta illicita (Christ) Salino & T. E. Almeida
100. Amauropelta inabonensis (Proctor) O. Alvarez
101. Amauropelta inaequans (C. Chr.) Salino & T. E. Almeida
102. Amauropelta inaequilateralis (A. R. Sm. & M. Kessler) Salino & T. E. Almeida
103. Amauropelta intromissa (C. Chr.) O. Alvarez
104. Amauropelta ireneae (Brade) Salino & T. E. Almeida
105. Amauropelta jimenezii (Maxon & C. Chr.) Salino & T. E. Almeida
106. Amauropelta juergensii (Rosenst.) Salino & T. E. Almeida
107. Amauropelta jujuyensis (de la Sota) Salino & T. E. Almeida
108. Amauropelta knysnaensis (N. C. Anthony & Schelpe) Parris
109. Amauropelta laevigata (Mett. ex Kuhn) Salino & T. E. Almeida
110. Amauropelta lanceolata A. R. Sm.
111. Amauropelta leoniae (A. R. Sm.) Salino & T. E. Almeida
112. Amauropelta lepidula (Hieron.) A. R. Sm.
113. Amauropelta limbata (Sw.) Pic. Serm.
114. Amauropelta linkiana (C. Presl) Pic. Serm.
115. Amauropelta longicaulis (Baker) Salino & T. E. Almeida
116. Amauropelta longipilosa (Sodiro) Salino & T. E. Almeida
117. Amauropelta longisora (A. R. Sm.) Salino & T. E. Almeida
118. Amauropelta loreae (A. R. Sm.) Salino & T. E. Almeida
119. Amauropelta loretensis (A. R. Sm.) Salino & T. E. Almeida
120. Amauropelta lumbricoides (A. R. Sm. & M. Kessler) Salino & T. E. Almeida
121. Amauropelta macra (A. R. Sm.) Salino & T. E. Almeida
122. Amauropelta madidiensis (A. R. Sm. & M. Kessler) Salino & T. E. Almeida
123. Amauropelta malangae (C. Chr.) O. Alvarez
124. Amauropelta manaiorum O. Alvarez
125. Amauropelta margaretae (E. D. Br.) Holttum
126. Amauropelta melanochlaena (C. Chr.) Salino & T. E. Almeida
127. Amauropelta membranifera (C. Chr.) Holttum
128. Amauropelta mertensioides (C. Chr.) Salino & T. E. Almeida
129. Amauropelta metteniana (Ching) Salino & T. E. Almeida
130. Amauropelta micula (A. R. Sm.) Salino & T. E. Almeida
131. Amauropelta minima (A. R. Sm. & M. Kessler) Salino & T. E. Almeida
132. Amauropelta minutula (C. V. Morton) Salino & T. E. Almeida
133. Amauropelta miyagii (H. Ito) S. E. Fawc. & A. R. Sm.
134. Amauropelta mombachensis (L. D. Gómez) Salino & T. E. Almeida
135. Amauropelta mortonii (A. R. Sm.) Salino & T. E. Almeida
136. Amauropelta mosenii (C. Chr.) Salino & T. E. Almeida
137. Amauropelta mucosa (A. R. Sm.) Á. Löve & D. Löve
138. Amauropelta muscicola (Proctor) O. Alvarez
139. Amauropelta muzensis (Hieron.) comb. ined.
140. Amauropelta namaphila (Proctor) O. Alvarez
141. Amauropelta neglecta (Brade & Rosenst.) Salino & T. E. Almeida
142. Amauropelta negligens (Jenman) O. Alvarez
143. Amauropelta nephelium (A. R. Sm. & M. Kessler) Salino & T. E. Almeida
144. Amauropelta nevadensis (Baker) S. E. Fawc. & A. R. Sm.
145. Amauropelta nitens (Desv.) Salino & T. E. Almeida
146. Amauropelta nockiana (Jenman) Pic. Serm.
147. Amauropelta novaeana (Brade) Salino & T. E. Almeida
148. Amauropelta noveboracensis (L.) S. E. Fawc. & A. R. Sm.
149. Amauropelta nubicola (de la Sota) Salino & T. E. Almeida
150. Amauropelta nubigena (A. R. Sm.) Salino & T. E. Almeida
151. Amauropelta oaxacana (A. R. Sm.) Salino & T. E. Almeida
152. Amauropelta odontosora (Bonap.) Holttum
153. Amauropelta oligocarpa (Humb. & Bonpl. ex Willd.) Pic. Serm.
154. Amauropelta ophiorhizoma (A. R. Sm. & Lellinger) Salino & T. E. Almeida
155. Amauropelta opposita (M. Vahl) Pic. Serm.
156. Amauropelta oppositiformis (C. Chr.) Holttum
157. Amauropelta pachyrhachis (Kunze ex Mett.) O. Alvarez
158. Amauropelta paleacea (A. R. Sm.) Salino & T. E. Almeida
159. Amauropelta patula (Fée) Salino & T. E. Almeida
160. Amauropelta pavoniana (Klotzsch) Salino & T. E. Almeida
161. Amauropelta pelludia (A. R. Sm. & M. Kessler) Salino & T. E. Almeida
162. Amauropelta peradenia (A. R. Sm.) A. R. Sm.
163. Amauropelta peruviana (Rosenst.) Salino & T. E. Almeida
164. Amauropelta phacelothrix (Rosenst.) Salino & T. E. Almeida
165. Amauropelta physematioides (Kuhn & Christ) O. Alvarez
166. Amauropelta piedrensis (C. Chr.) O. Alvarez
167. Amauropelta pilosissima (C. V. Morton) A. R. Sm.
168. Amauropelta pilosohispida (Hook.) A. R. Sm.
169. Amauropelta pilosula (Klotzsch & H. Karst. ex Mett.) Á. Löve & D. Löve
170. Amauropelta pleiophylla (Sehnem) Salino & T. E. Almeida
171. Amauropelta podotricha (Sehnem) Salino & T. E. Almeida
172. Amauropelta proboscidea (A. R. Sm.) Salino & T. E. Almeida
173. Amauropelta proctorii (A. R. Sm. & Lellinger) A. R. Sm.
174. Amauropelta prolatipedis (Lellinger) A. R. Sm.
175. Amauropelta ptarmica (Kunze ex Mett.) Pic. Serm.
176. Amauropelta ptarmiciformis (C. Chr. & Rosenst. ex Rosenst.) Salino & T. E. Almeida
177. Amauropelta pteroidea (Klotzsch) O. Alvarez
178. Amauropelta pusilla (Mett.) A. R. Sm.
179. Amauropelta raddii (Rosenst.) Salino & T. E. Almeida
180. Amauropelta randallii (Maxon & C. V. Morton ex C. V. Morton) Salino & T. E. Almeida
181. Amauropelta rechingeri (Holttum) S. E. Fawc. & A. R. Sm.
182. Amauropelta recumbens (Rosenst.) Salino & T. E. Almeida
183. Amauropelta reducta (C. Chr.) Salino & T. E. Almeida
184. Amauropelta regnelliana (C. Chr.) Salino & T. E. Almeida
185. Amauropelta resinifera (Desv.) Pic. Serm.
186. Amauropelta retusa (Sw.) Pic. Serm.
187. Amauropelta rheophyta (Proctor) O. Alvarez
188. Amauropelta rigescens (Sodiro) Salino & T. E. Almeida
189. Amauropelta rivularioides (Fée) O. Alvarez
190. Amauropelta roraimensis (Baker) A. R. Sm.
191. Amauropelta rosenstockii (C. Chr.) Salino & T. E. Almeida
192. Amauropelta rosulata (A. R. Sm. & M. Kessler) Salino & T. E. Almeida
193. Amauropelta rudiformis (C. Chr.) Salino & T. E. Almeida
194. Amauropelta rudis (Kunze) Pic. Serm.
195. Amauropelta rufa (Poir.) Salino & T. E. Almeida
196. Amauropelta ruiziana (Klotzsch) Salino & T. E. Almeida
197. Amauropelta rupestris (Klotzsch) O. Alvarez
198. Amauropelta rupicola (C. Chr.) O. Alvarez
199. Amauropelta rustica (Fée) O. Alvarez
200. Amauropelta sabaensis F. S. Axelrod & A. R. Sm.
201. Amauropelta salazica (Holttum) Holttum
202. Amauropelta sancta (L.) Pic. Serm.
203. Amauropelta sanctae-catharinae (Rosenst.) Salino & T. E. Almeida
204. Amauropelta saxicola (Sw.) Salino & T. E. Almeida
205. Amauropelta scalaris (Christ) Á. Löve & D. Löve
206. Amauropelta scalpturoides (Fée) O. Alvarez
207. Amauropelta sellensis (C. Chr.) O. Alvarez
208. Amauropelta semilunata (Sodiro) Salino & T. E. Almeida
209. Amauropelta serrulata (Ching) S. E. Fawc. & A. R. Sm.
210. Amauropelta shaferi (Maxon & C. Chr.) O. Alvarez
211. Amauropelta soridepressa (Salino & V. A. O. Dittrich) Salino & T. E. Almeida
212. Amauropelta steyermarkii (A. R. Sm.) Salino & T. E. Almeida
213. Amauropelta stierii (Rosenst.) Salino & T. E. Almeida
214. Amauropelta straminea (Sodiro) Salino & T. E. Almeida
215. Amauropelta strigillosa (A. R. Sm. & Lellinger) Salino & T. E. Almeida
216. Amauropelta strigosa (Willd.) Holttum
217. Amauropelta struthiopteroides (C. Chr.) Salino & T. E. Almeida
218. Amauropelta subacrostichoides A. R. Sm.
219. Amauropelta subscandens (A. R. Sm.) Salino & T. E. Almeida
220. Amauropelta subtilis (A. R. Sm.) Salino & T. E. Almeida
221. Amauropelta supina (Sodiro) Salino & T. E. Almeida
222. Amauropelta supranitens (Christ) Á. Löve & D. Löve
223. Amauropelta tablana (Christ) Salino & T. E. Almeida
224. Amauropelta tamandarei (Rosenst.) Salino & T. E. Almeida
225. Amauropelta tapantensis (A. R. Sm. & Lellinger) Salino & T. E. Almeida
226. Amauropelta tenerrima (Fée) Salino & T. E. Almeida
227. Amauropelta thomsonii (Jenman) Pic. Serm.
228. Amauropelta tomentosa (Thouars) Holttum
229. Amauropelta trelawniensis (Proctor) Salino & T. E. Almeida
230. Amauropelta uncinata (A. R. Sm.) Salino & T. E. Almeida
231. Amauropelta vattuonei (Hicken) Salino & T. E. Almeida
232. Amauropelta venturae (A. R. Sm.) Salino & T. E. Almeida
233. Amauropelta vernicosa (A. R. Sm. & Lellinger) Salino & T. E. Almeida
234. Amauropelta villana (L. D. Gómez) Salino & T. E. Almeida
235. Amauropelta yungensis (A. R. Sm. & M. Kessler) Salino & T. E. Almeida
236. Amauropelta zurquiana (A. R. Sm. & Lellinger) Salino & T. E. Almeida

## Sinonimi
- Thelypteris subgen.Amauropelta (Kunze) A.R.Sm.
- Oochlamys Fée
- Parathelypteris (H.Itô) Ching
- Wagneriopteris Á.Löve & D.Löve
- Amauropelta subg.Parathelypteris (H.Ito) S.E.Fawc. & A.R.Sm.